# Akermes monilis
Akermes monilis är en insektsart som först beskrevs av Cockerell 1895.  Akermes monilis ingår i släktet Akermes och familjen skålsköldlöss. Inga underarter finns listade i Catalogue of Life.